# 韋爾布卡 (卡緬涅茨-波多利斯基區)
48°48′30″N 26°37′37″E / 48.80833°N 26.62694°E

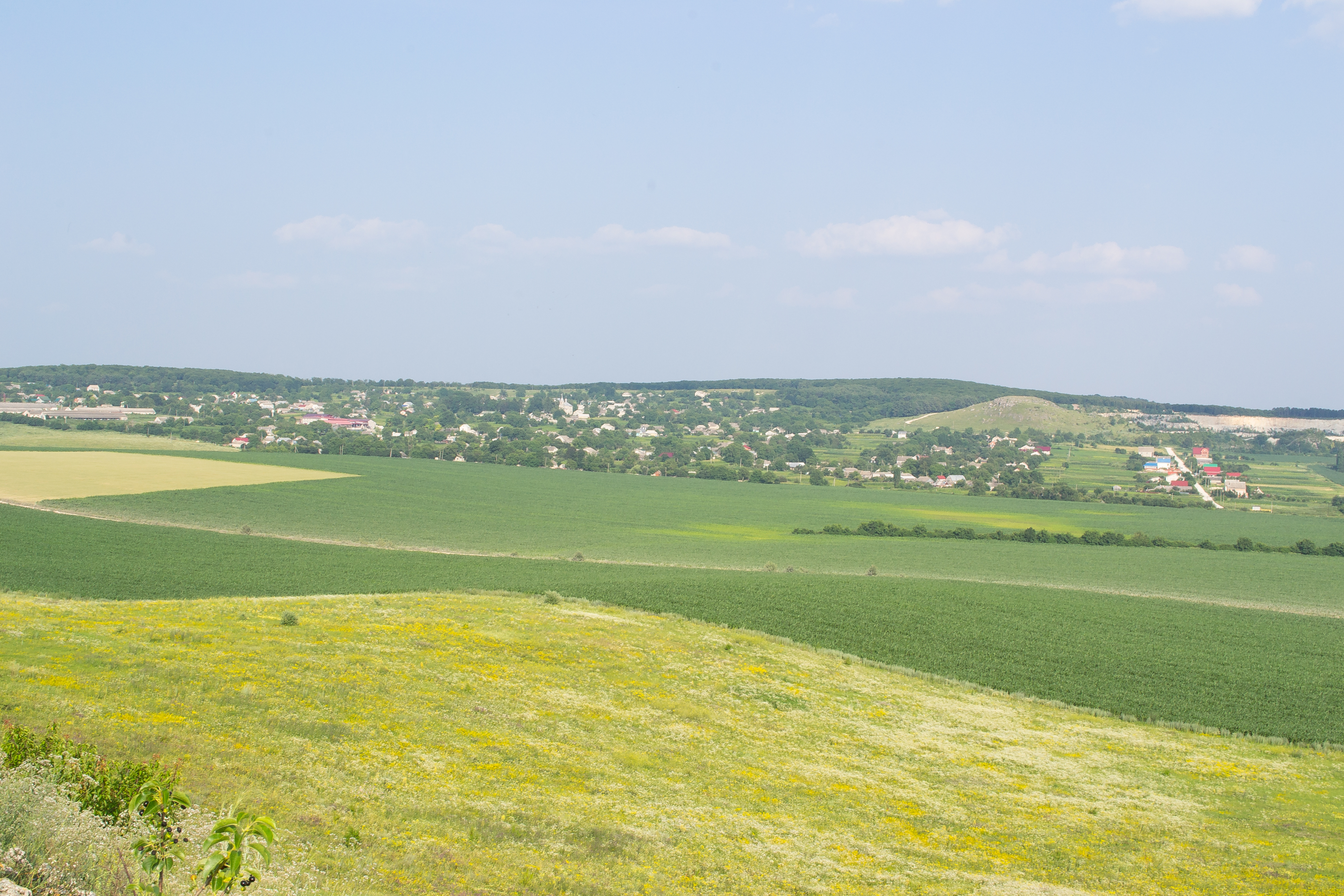

韋爾布卡（烏克蘭語：Вербка），是烏克蘭的村落，位於該國西部赫梅利尼茨基州，由卡緬涅茨-波多利斯基區負責管轄，始建於1453年，面積1.25平方公里，2001年人口1,416，人口密度每平方公里1,134.6人。